# Jom Haätsmaoet

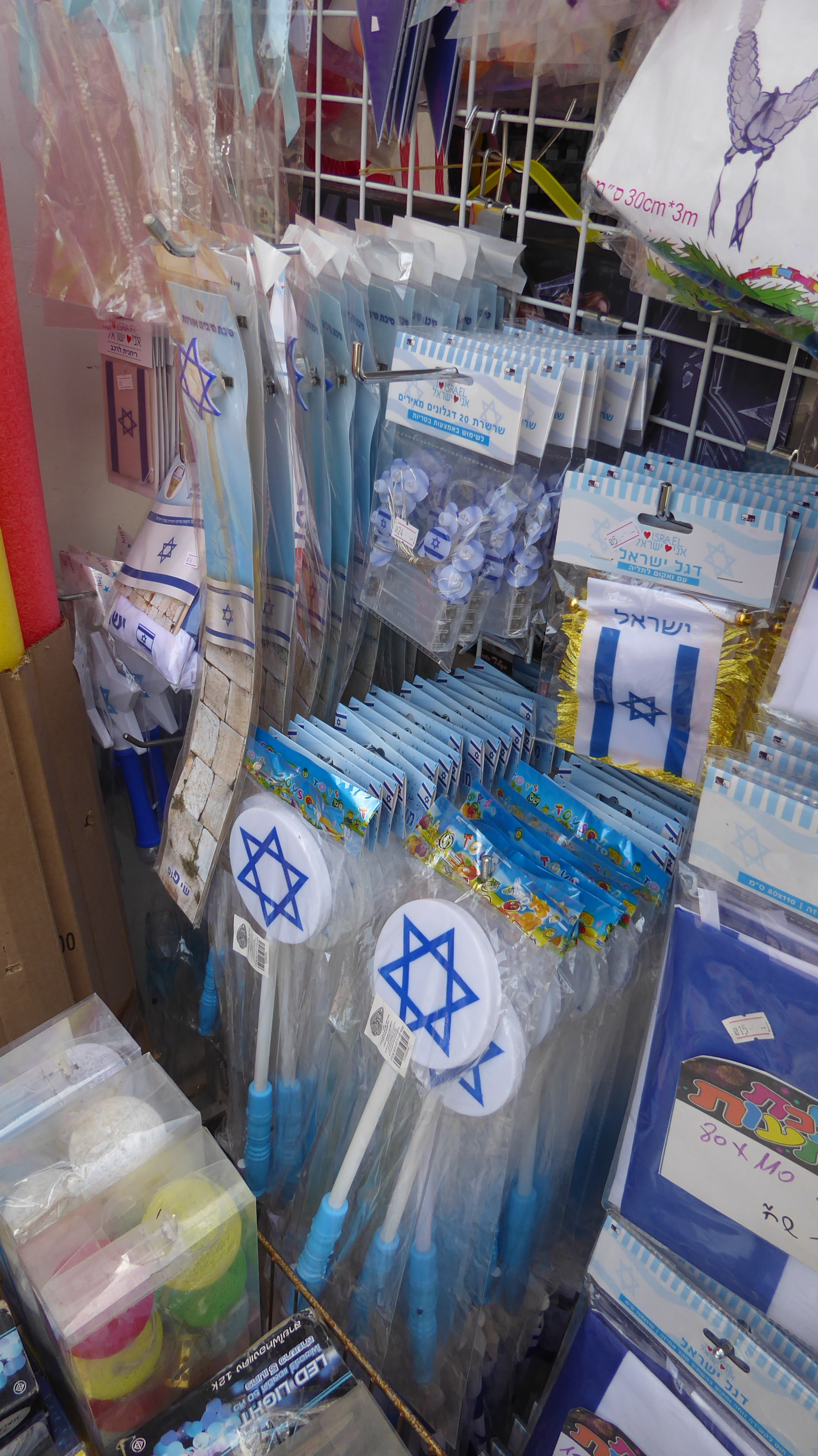
Jom Haätsmaoet

Jom Haätsmaoet (Hebreeuws: יום העצמאות - 'Dag van de Onafhankelijkheid') is de Israëlische onafhankelijkheidsdag. Op de vijfde dag van de joodse maand iar van het joodse jaar 5708 werd door David Ben-Gurion in Tel Aviv de onafhankelijkheidsverklaring van Israël voorgelezen, waarmee de staat Israël werd opgericht. Op de gregoriaanse kalender was dit destijds 14 mei 1948. Sindsdien is 5 ijar een nationale feestdag.
De dag wordt breed gevierd in Israël zelf en daarbuiten vooral door religieus-zionistische ofwel modern-orthodoxe, conservatieve en liberale joden als een joods feest. Ter gelegenheid van Onafhankelijkheidsdag worden er bepaalde gebeden uitgesproken en psalmen gezongen waarin de hoop op vrede centraal staat.

Alleen Charedische ofwel ultraorthodoxe joden die overwegend niet- of antizionistisch zijn, vieren deze dag niet. Zij zeggen ook door het jaar heen geen gebeden voor de staat Israël. Exponent van deze opvatting was de beroemde rabbijn Avraham Yeshayeh Karelitz, ook wel bekend als de Chazon Ish, die in de jaren vijftig zei dat allen die Onafhankelijkheidsdag vieren ketters zijn.
De stichting van de staat Israël vond plaats tijdens de Arabisch-Israëlische Oorlog van 1948. Deze oorlog pakte verkeerd uit voor de Palestijns-Arabische bevolking van het betreffende gebied, reden waarom zij deze dag, waarop Arabische legers het door de Engelsen verlaten mandaatgebied binnenvielen, wel aanduiden als al-Nakba ('de catastrofe').
De Israëlische onafhankelijkheidsdag wordt voorafgegaan door Jom Hazikaron ('Dag van de Herinnering'), waarop de Israëlische doden uit alle Israëlische oorlogen alsmede die die zijn omgekomen door terroristische acties worden herdacht.
In Nederland worden 's avonds op de overgang van de herdenkings- en de feestdag in diverse synagogen gebedsdiensten gehouden.

## Data volgens de gregoriaanse kalender
Aangezien een dag volgens de Joodse kalender begint met zonsondergang, begint Jom Haätsmaoet eigenlijk steeds op de avond voor de gegeven data.
- do 1 mei 2025

- wo 22 apr 2026

- wo 12 mei 2027

- di 2 mei 2028

- do 19 apr 2029

Valt 5 iar op vrijdag of zaterdag dan wordt de viering naar donderdag vervroegd. Valt 5 iar op maandag dan wordt Jom Haätsmaoet één dag later gevierd.